# Cornmarket Street

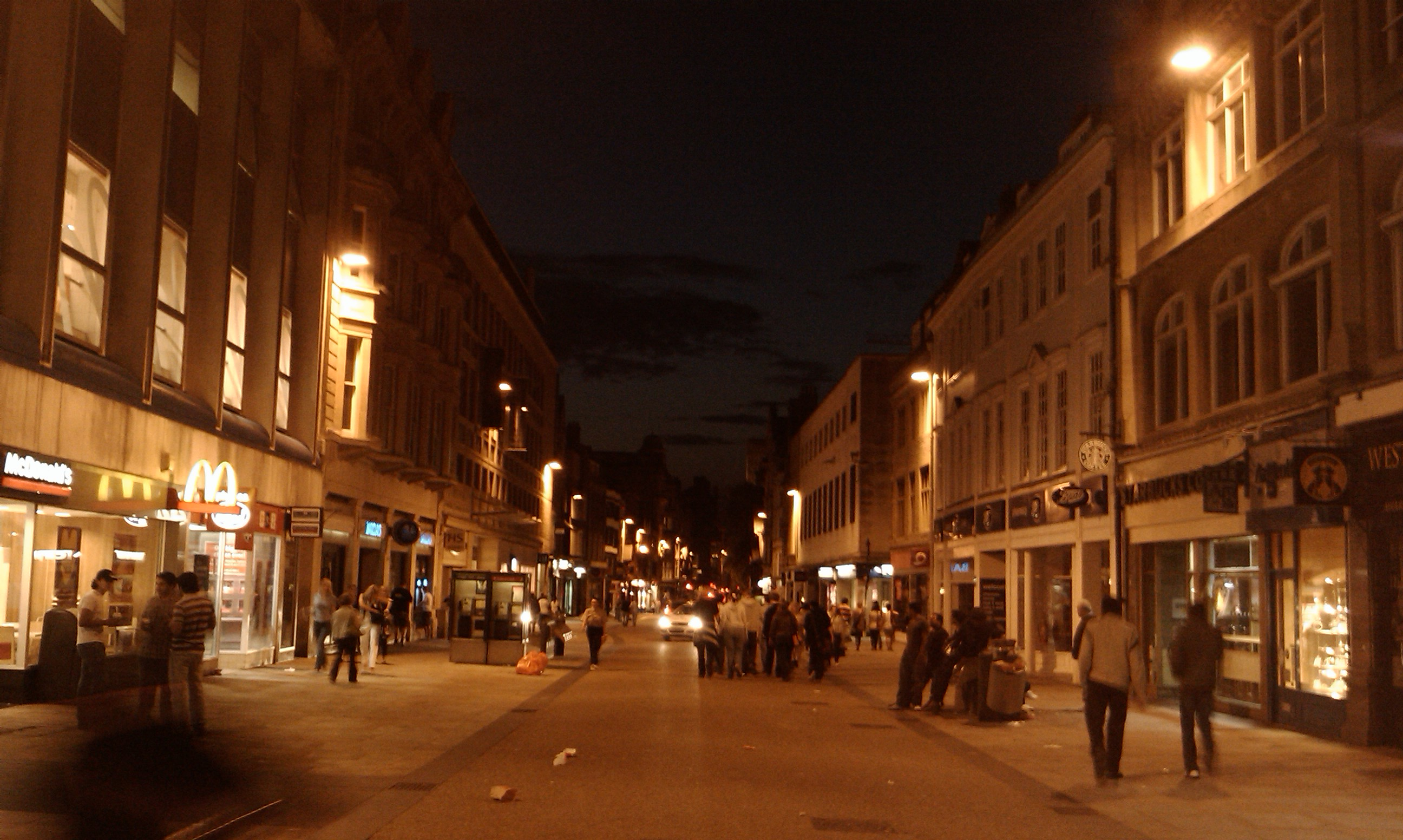
Vista para o norte na Cornmarket Street, Oxford, Inglaterra, olhando de Carfax

A Cornmarket Street é uma importante rua comercial e zona de pedestres em Oxford, Inglaterra, que se estende de norte a sul entre a Magdalen Street e a Carfax Tower.
A leste fica a galeria Golden Cross com pequenas joalherias e lojas de artesanato em um pátio, levando ao Mercado Coberto. A oeste fica o Clarendon Shopping Center que se conecta em forma de L à Queen Street.
Cornmarket era semi-pedonal e tornou-se uma rua de acesso limitado em 1999. O ciclismo é permitido das 18h às 10h. Em 2002, foi eleita a segunda pior rua da Grã-Bretanha em uma enquete de ouvintes do programa Today. A classificação foi em grande parte devido a uma tentativa fracassada de reformar a rua em 2001. Os assentamentos de granito, que tinham sido extensamente assentados, racharam e o empreiteiro entrou em liquidação. Em 2003, foi novamente pavimentada e novas bancadas instaladas, em meio a relatos de problemas orçamentários.